# Георги Тромпев
Георги Йованов Тромпев е български интелектуалец и деец на Вътрешната македонска революционна организация.

## Биография
Георги Тромпев е роден в град Прилеп, тогава в Османската империя, днес в Северна Македония. По професия е чиновник. При освобождението на Вардарска Македония през 1941 година е активен участник в българската обществена дейност в града. Включва се в дейността на българското читалище „Надежда“ и е негов касиер.
От съдените в град Прилеп през 1945 година 28 души, според вестник „Нова Македония" от 28 април 1945 година и вестник „Борба" от 6 октомври 1945 година, 10 са осъдени на смърт по Закона за защита на македонската национална чест. Между тях е и Георги Тромпев.